# Jorge Arias (calciatore)
Jorge Enrique Arias de la Hoz (Valledupar, 13 novembre 1992) è un calciatore colombiano, difensore del Millonarios.

## Palmarès

### Club

#### Competizioni nazionali
- Campionato paraguaiano: 4

Olimpia: 2018 (C), Apertura 2019, Clausura 2019, Clausura 2020
- Campionato colombiano: 1

Deportivo Cali: Clausura 2021
- Copa Colombia: 1

Atlético Junior: 2017